# Badawada
Badawada is een nagar panchayat (plaats) in het district Ratlam van de Indiase staat Madhya Pradesh. 

## Demografie
Volgens de Indiase volkstelling van 2001 wonen er 7.654 mensen in Badawada, waarvan 51% mannelijk en 49% vrouwelijk is. De plaats heeft een alfabetiseringsgraad van 54%. 